# (299) Тора
(299) Тора (нем. Thora) — медленно вращающийся астероид главного пояса, который был открыт 6 октября 1890 года австрийским астрономом Иоганном Пализой в обсерватории города Вены и назван в честь Тора, бога грома и молний в германо-скандинавской мифологии.
Главной отличительной особенностью этого астероида является его малая скорость вращения вокруг своей оси — один оборот он совершает приблизительно за 273 часа, что составляет чуть больше 11 земных суток.